# Tobias Schmidt (Klavierbauer)
Tobias Schmidt (auch Johann Tobias Schmidt, Jean-Tobie Schmidt, Tobie Schmidt sowie Schmid; getauft 30. Januar 1755 in Kloppenheim, heute zu Wiesbaden; † 14. Juni 1831 in Paris) war ein in Frankreich lebender deutscher Klavierbauer und Konstrukteur der ersten Guillotine.

## Leben
Der aus dem Fürstentum Nassau-Usingen stammende Schmidt ließ sich 1785 in der französischen Hauptstadt Paris nieder und bewarb sich um die Aufnahme in die Corporation der Pariser Instrumentenmacher, wobei zahlreiche Quellen das Jahr seiner Ansiedlung in Paris aufgrund eines späteren Irrtums fehlerhaft als 1795 angeben. Anfang April 1792 trat Joseph-Ignace Guillotin an den Klavierbauer, der mit dem musikalischen Scharfrichter Charles Henri Sanson bekannt war, heran und beauftragte ihn, einen Prototyp des von ihm als Hinrichtungsvorrichtung vorgeschlagenen Fallbeils zu bauen. Die Wahl eines Instrumentenbauers als Konstrukteur und ausführenden Handwerker war nicht ungewöhnlich, da ein reibungslos funktionierendes Fallbeil präzise Arbeit an hölzernen und metallenen Elementen sowie eine zuverlässige Mechanik verlangte. Als Klavierbauer, der besonders für seine Fertigkeiten bei der Verarbeitung von Holz einen guten Ruf genoss, verfügte Schmidt über alle notwendigen Kenntnisse und Fähigkeiten.
Schmidt erbot sich, eine solche Maschine für den Preis von 824 Livres (dem Gegenwert d’un beau clavecin) zu bauen, und stellte den Prototyp innerhalb weniger Tage fertig. Die Guillotine, die am 15. April 1792 an drei Leichen getestet wurde und am 25. April erstmals bei einer öffentlichen Hinrichtung praktische Anwendung fand, war das Ergebnis seiner Arbeit, die ihm von Guillotin mit der erheblichen Summe von 960 Livres honoriert wurde. Überdies erhielt er ein auf fünf Jahre gültiges Patent auf das von ihm konstruierte Fallbeil. Da die Französische Revolution bald darauf in die Phase des Großen Terrors trat und für die rapide ansteigende Zahl der Hinrichtungen zahlreiche Guillotinen benötigt wurden, kam Schmidt zu beachtlichem Wohlstand.
In einem Schreiben vom 29. September 1794 an den Nationalkonvent führte Schmidt aus, er habe den Beruf des Klaviermachers aufgegeben, um sich fortan nur noch Konstruktionen zu widmen, die der Allgemeinheit einen Nutzen brächten. Obwohl er in der Folgezeit eine Reihe praktisch anwendbarer Erfindungen auf unterschiedlichen Gebieten machte, blieb er jedoch zugleich ein angesehener Instrumentenbauer, dessen Erzeugnisse sehr gefragt waren.

## Werke
Es sind heute nur noch 4 Tafelklaviere Tobias Schmidts bekannt. Das älteste aus dem Jahr 1792 und ein weiteres von 1800 befinden sich beide in der Pooya-Radbon-Sammlung für historische Hammerklaviere. Ein drittes von 1817 befindet sich in der Cité de la musique in Paris. Und ein viertes Tafelklavier, vermutlich etwa aus dem Jahr 1800, befindet sich im Musée de la Révolution française im Schloss Vizille.